# Julienbrücke
Die Julienbrücke ist eine denkmalgeschützte Brücke im zum Ortsteil Mägdesprung der Stadt Harzgerode gehörenden Ort Drahtzug in Sachsen-Anhalt im Harz.

## Lage
Die Brücke überquert die Selke und liegt nordöstlich vom Drahtzug, sie verbindet den Drahtzug mit der östlich hiervon verlaufenden Bundesstraße 185. Über die Julienbrücke führt ein Wanderweg vom Drahtzug zum Klippenweg, zur Köthener Hütte und nach Harzgerode.

## Architektur und Geschichte

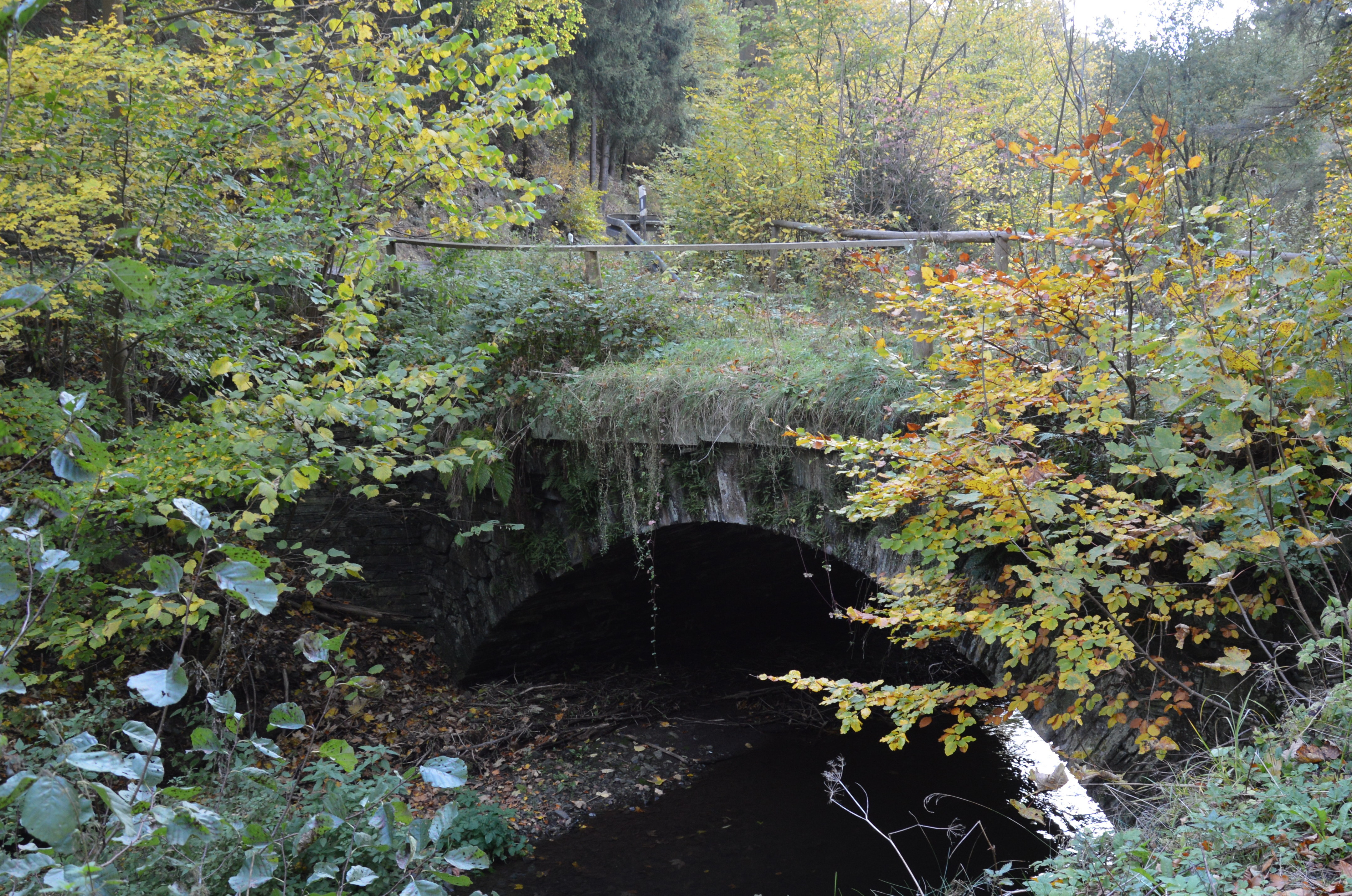
Blick stromauf

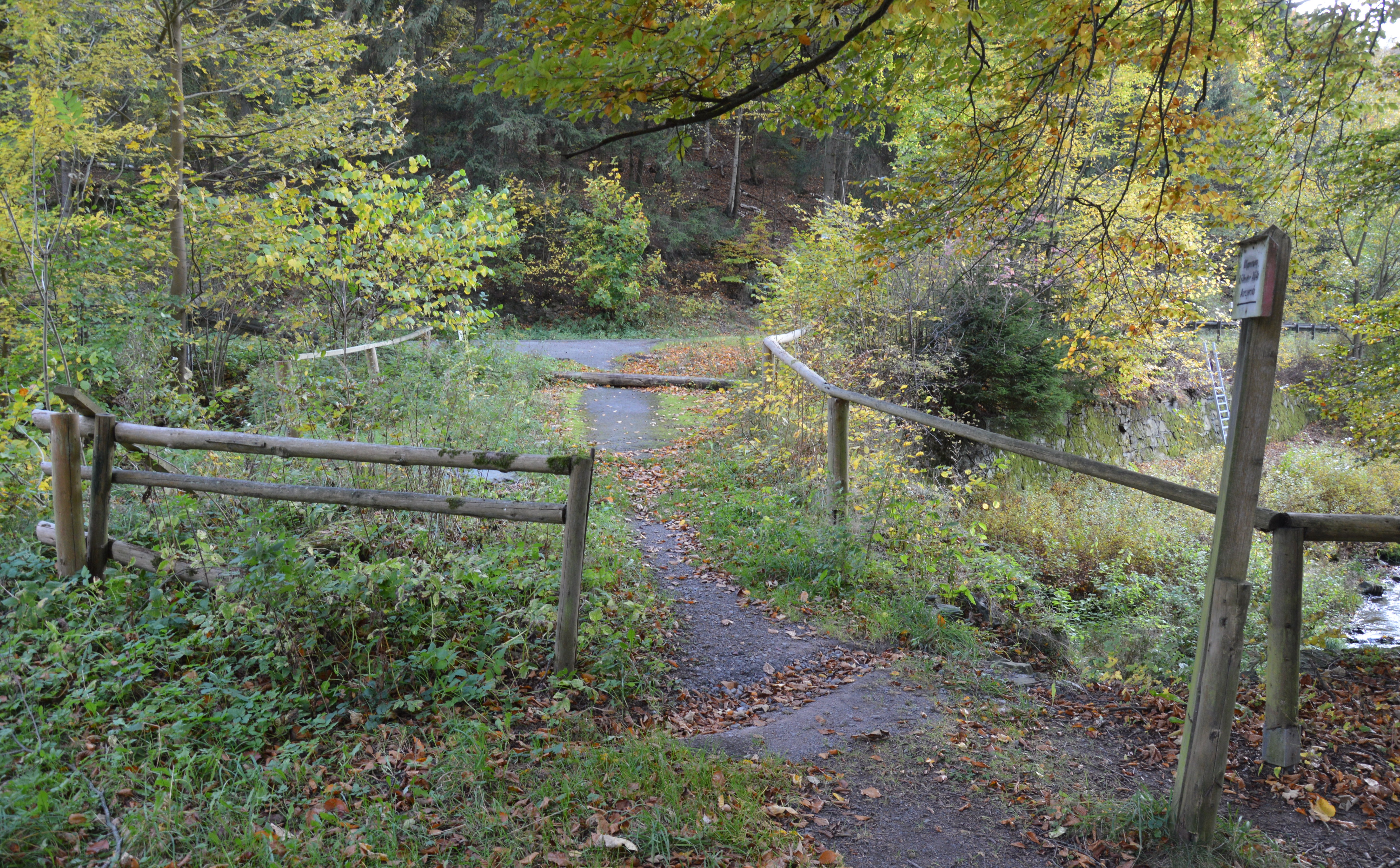
Weg über die Brücke

Bereits im 18. Jahrhundert war an dieser Stelle eine Brücke angelegt worden. Die heutige Brücke entstand im 19. Jahrhundert. Sie ist einfeldrig als Segmentbogenkonstruktion ausgeführt, wobei der Bogen aus Schiefer gesetzt ist. Über sie führte die Straße nach Mägdesprung. In den 1930er Jahren wurde die Straßenführung verändert, die Straße überquert seitdem die Selke erst etwa 100 Meter weiter flussabwärts. Die Brücke verlor dadurch ihre ursprüngliche Verkehrsbedeutung. In der Vergangenheit trug die Brücke noch, heute jedoch nicht mehr erhaltene, gusseiserne Brückengeländer mit dem Schriftzug Julien = Brücke.
1994 wurde die Brücke bei einem Hochwasser der Selke beschädigt. Abrisspläne wurden nach Protesten nicht umgesetzt. Eine Sanierung der zum damaligen Zeitpunkt im Eigentum des Landes Sachsen-Anhalt stehenden Brücke erfolgte jedoch nicht. Im Jahr 2000 wurde die Brücke gemeinsam mit dem Drahtzug vom Land an Private veräußert. Am 9. August 2001 wurde ein Verein zur Rettung der Selketalbrücke am Forsthaus Drahtzug / Harz e.V. gegründet. Die Brücke ist auch weiterhin sanierungsbedürftig (Stand 2017) und gilt als eine der letzten dieser für die Region typischen Bauform im Selketal.
Im örtlichen Denkmalverzeichnis ist die Brücke unter der Erfassungsnummer 094 50087 als Baudenkmal verzeichnet. Das Denkmalverzeichnis führt, vermutlich versehentlich, eine flussauf bei Alexisbad errichtete Brücke als Julienbrücke.